# Balkbrug
Balkbrug est un village dans la commune néerlandaise de Hardenberg, dans la province d'Overijssel. Le 1er janvier 2007, le village comptait 3 789 habitants.